# Marian Sypniewski
Marian Sypniewski (Bydgoszcz, 30 aprile 1955) è un ex schermidore polacco, vincitore di due medaglie di bronzo nella scherma ai giochi olimpici.